# 1–11 Great Western Terrace

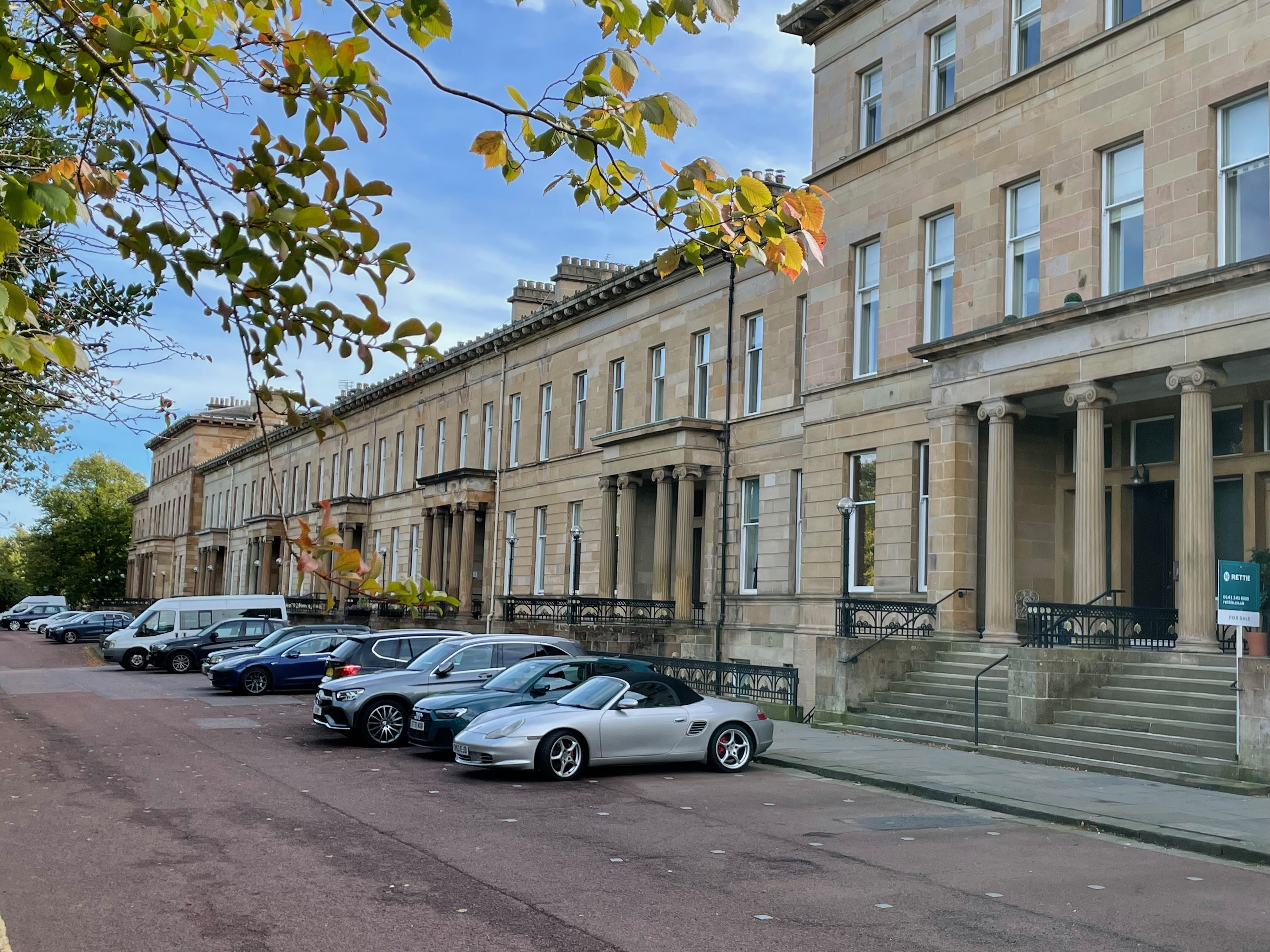
1–11 Great Western Terrace in Glasgow (2024)

Unter der Adresse 1–11 Great Western Terrace in der schottischen Stadt Glasgow befindet sich eine Wohngebäudezeile. 1970 wurde sie als Einzeldenkmal in die schottischen Denkmallisten in der höchsten Denkmalkategorie A aufgenommen. Des Weiteren sind die Gebäude Teil eines umfassenderen Denkmalensembles der Kategorie A entlang der Great Western Terrace.

## Geschichte
Der Bau des Komplexes nach einem Entwurf des bedeutenden schottischen Architekten Alexander Thomson wurde 1867 begonnen. Mit dem sich verschlechternden Gesundheitszustand Thomsons 1873 (er verstarb zwei Jahre später) übernahm Robert Turnbull Teile seiner Aufgaben. Zu Beginn der 1880er Jahre leiteten John und John James Burnet die letzten Arbeiten. Sie übernahmen Thomsons Entwürfe mit Ausnahme von Veränderungen an der Gebäuderückseite.
Verschiedene Gebäude erfuhren im Laufe der Jahrzehnte Veränderungen. So wurde am Gebäude Nr. 3 zwischen 1890 und 1905 durch Alexander Nisbet Paterson ein Billardzimmer hinzugefügt. Die Überarbeitung der Gebäude Nr. 4, 7 und 8 beschränkte sich im Wesentlichen auf den Innenraum. Bei letzterem Gebäude führte Robert Lorimer die Arbeiten aus.
Seit Bestehen wurde der Gebäudekomplex in sieben Fachpublikationen thematisiert.

## Beschreibung
Die Gebäudezeile liegt zurückversetzt von der Great Western Road (A82), einer frequentierten Zufahrtsstraße im Nordwesten Glasgows. Sie ruht auf einem erhöhten Sockel oberhalb der Straße. Die nordostexponierte Frontfassade des Greek-Revival-Gebäudes ist 58 Achsen weit, die im Schema 6–8–30–8–6 angeordnet sind. Mit Ausnahme der dreistöckigen, acht Achsen weiten Risalite ist der Komplex zweistöckig. Die mit jeweils vier ionischen Säulen gestalteten Eingangsportale zu den einzelnen Wohneinheiten sind über Vortreppen zugänglich. Längliche Fenster flankieren die zurückversetzten Türen mit abschließendem Kämpferfenster. An den beiden Risaliten sind sie zusätzlich mit Pilastern gestaltet. Unterhalb des Obergeschosses verläuft ein Fenstergesims; darüber ein Fries. Die Fassade schließt mit einem Antefix-ornamentierten Kranzgesimse.